# Nahwinden
Nahwinden ist ein Ortsteil der Stadt Stadtilm im Ilm-Kreis in Thüringen mit etwa 130 Einwohnern.

## Geografie
Nahwinden liegt auf einer Hochfläche an der Deube etwa sechs Kilometer südöstlich von Stadtilm in etwa 430 Metern Höhe auf der Ilm-Saale-Platte (Muschelkalk). Östlich von Nahwinden liegt der 461 Meter hohe Galgenberg, über den die Wasserscheide zwischen Ilm im Westen und Saale im Osten liegt. Nachbarorte sind Ehrenstein im Osten, Kleinliebringen im Südwesten, Großliebringen im Westen und Döllstedt im Norden.

## Geschichte
Nahwinden wurde 1106 erstmals urkundlich erwähnt. Nach archivarischen Unterlagen konnten keine weltlichen Grundherrschaften nachgewiesen werden. Eine Urkunde Nr. 1457 (Dobenecker) vom März 1143 besagt, dass der Ort zum Peterskloster in Erfurt und ab 1106 ein Gut zum Kloster Paulinzella gehörte. Es gab also zwei kirchliche Fronhöfe. Die Dorfkirche Nahwinden entstand wahrscheinlich im 12. Jahrhundert aus einer Kapelle eines kirchlichen Frongutes. Der Grund und Boden der Hörigen gehörte bis zur Auflösung des Klosters Paulinzella zum Kloster und danach fielen die Ländereien und Immobilien an den Landesherren, der dann die Bauern belehnte. Neue Grundherrschaften konnten nicht nachgewiesen werden. Bis zur Gründung der LPG wirtschafteten Bauern im Ort. Jetzt arbeiten sie in einer Agrarvereinigung.
Nahwinden gehörte bis 1920 zu Schwarzburg-Rudolstadt (Oberherrschaft), danach zum Landkreis Arnstadt, zwischen 1952 und 1994 zum Kreis Arnstadt und seitdem zum Ilm-Kreis. Am 1. Juni 1996 wurde der Ort in die neue Gemeinde Ilmtal eingegliedert. Diese wurde wiederum am 6. Juli 2018 nach Stadtilm eingemeindet.

## Wirtschaft und Infrastruktur
Nahwinden ist ein landwirtschaftlich geprägter Ort. Durch den Ort führt die Straße von Stadtilm über die Bundesstraße 90 nach Rudolstadt. Weitere Straßen führen nach Großliebringen und Remda (über Ehrenstein).